# Russell Wong
Russell Girard Wong (王盛德, pinyin: Wáng Shengde nacido el 1 de marzo de 1963) es un actor estadounidense, así como el hermano del actor/modelo Michael Wong. Nació en Troy, Nueva York. Entre sus trabajos cinematográficos más conocidos se encuentran Romeo Must Die o New Jack City.

## Primeros años y educación
El sexto de siete hermanos, Wong nació en Troy, Nueva York; hijo del restaurador William Wong y de Connie Van Yserloo, una artista estadounidense de ascendencia holandesa y francesa. Su familia se trasladó a Albany, Nueva York cuando era un bebé. Cuando Wong tenía siete años de edad, sus padres se divorciaron, y se trasladó con su madre a California, instalándose cerca de Yosemite. En 1981, Wong se graduó de Mariposa County High School.

## Carrera profesional
Wong sobrevivió como fotógrafo y como bailarín (apareciendo en vídeos de rock con David Bowie, Donna Summer y Janet Jackson, entre otros) antes de tener sus primeros papeles de la gran pantalla en 1985, apareciendo en un musical de Hong Kong llamado Ge wu sheng ping y en una adaptación cinematográfica del best-seller de James Clavell; Tai-Pan (como Gordon Chen). Le siguieron una serie de papeles en la televisión y el cine, incluida una aparición en la serie de los 80 The Equalizer, pero Wong comenzó rompiendo en mejores papeles en 1989 cuando hizo una aparición memorable en la serie dramática de 21 Jump Street (como Locke en el episodio "El Dragón y el ángel") y ganó un papel protagonista en la aclamada comedia romántica independiente de Wayne Wang; Eat a Bowl of Tea como Ben Loy. Él por lo tanto tuvo un papel como gánster estadounidense de origen chino llamado Yung Gan en China Girl de Abel Ferrara, una película de la historia de amor estilo Romeo y Julieta sobre los conflictos entre mafiosos chinos y la mafia italiana en Nueva York.
Papeles secundarios en China Cry (como Lam Cheng Shen), China White (como Bobby Ray) y New Jack City (como Park). Wong se encontró trabajando con Wayne Wang de nuevo cuando interpretó a Lin Xiao en la adaptación de la exitosa novela de Amy Tan; The Joy Luck Club.
Wong finalmente consiguió un primer papel importante en 1994 cuando obtuvo el papel en la serie de televisión Vanishing Son, en la que interpretó a un activista político chino exiliado en Estados Unidos. El showfue lo suficientemente popular como para generar tres secuelas y, más tarde, otra serie de televisión . La revista People lo nombró uno de los cincuenta personajes más atractivos de 1995.
Wong pasó a trabajo para la gran pantalla, incluyendo los principales papeles en la Profecía II (como Danyael), The Tracker (como Rick Tsung) y Romeo Must Die (como el antagonista Kai), colaborando por primera vez con Jet Li. También participó en producciones televisivas; The Lost Empire, donde interpretó al El Rey Mono. Así interpretó al teniente Tong en la película Twisted protagonizada por Ashley Judd, Samuel L. Jackson, Andy García y dirigida por Philip Kaufman.
En 2003 fue elegido como protagonista en una serie de televisión creada por Robert Mark Kamen y Carlton Cuse titulado Black Sash, donde interpretó a un expolicía de narcóticos llamado Tom Chang que abre una escuela de artes marciales en San Francisco que le dejó su profesor, el Maestro Li (interpretado por Mako) para enseñar a un número de jóvenes estudiantes "el arte de 8 cambios de palma" o Baguazhang. Aunque se realizaron 8 episodios, 6 terminaron a transmitirse en The WB.
Wong puso la voz al personaje principal, en el videojuego True Crime: Streets of LA (2003), al policía encubierto llamado Nick Kang . Además interpretó a Ming Guo (también conocido como general Yang) junto a Michelle Yeoh y Jet Li (por segunda vez)) en La momia: la tumba del emperador Dragón (2008), dirigida por Rob Cohen. A partir de aquí surgieron papel en series y filmes independientes.
En el 2010, Wong apareció en la serie de televisión Nikita (como Victor Han), Hawaii Five-0 (como Kong Liang, el ya apareció  como Nick Wong en la película para televisión de 1997 de Hawaii Five-O)y como Pedro en la nueva versión en chino de la película What Women Want (2011), protagonizada por Andy Lau y Gong Li. En 2014, Wong terminar el rodaje de Grace, serie de terror que se rodó en Singapur por HBO Asia. Él interpreta al personaje padre de la familia; Roy Chan.

## Filmografía
- Lost in the Pacific (2016)
- Snow Flower and the Secret Fan (2011)
- What Women Want (2011)
- Unshakable (2010)
- The Sanctuary (2009)
- Dim Sum Funeral (2008)
- La momia: la tumba del emperador Dragón (2008)
- Stranglehold (2007) (videojuego)
- Undoing (2007)
- Honor (2006)
- Twisted (2004)
- Black Sash (2003)
- True Crime: Streets of LA (2003) (videojuego)
- Romeo Must Die (2000)
- Takedown (2000)
- The Prophecy II (1998)
- Vanishing Son (1994)
- The Joy Luck Club (1993)
- New Jack City (1991)
- China Cry (1990)
- China Girl (1987)